# بون گروو (ایندیانا)
بون گروو (به انگلیسی: Boone Grove) یک منطقهٔ مسکونی در ایالات متحده آمریکا است که در شهرستان پرتر، ایندیانا واقع شده‌است. بون گروو ۰٫۷۲ کیلومتر مربع مساحت و ۸۰ نفر جمعیت دارد و ۲۱۸ متر بالاتر از سطح دریا واقع شده‌است.